# مؤسسه ماکس پلانک برای فیزیک سیستم‌های پیچیده

مؤسسه ماکس پلانک برای فیزیک سیستم‌های پیچیده یکی از ۸۰ موسسه جامعه ماکس پلانک است که در درسدن آلمان واقع شده‌است.
این موسسه در سال ۱۹۹۳ به سرپرستی پیتر فولده به عنوان یکی از اولین موسسات ماکس پلانک در قسمت شرقی آلمان، پس از فروپاشی دیوار برلین شروع به کار کرد.

## پژوهشها
تحقیقات جاری در این پژوهشکده متمرکز بر فیزیک سیستمهای پیچیده، از فیزیک کلاسیک گرفته تا فیزیک کوانتومی و شامل سه حوزه اصلی زیر است:
- ماده چگال
- سیستم‌های محدود
- فیزیک زیست‌شناسی

به غیر از سه بخش اصلی، این مؤسسه دارای یک گروه تحقیقاتی دائمی، سه گروه موقت، چهار گروه تحقیقاتی کوچک و یک گروه امی نوتر است و پژوهش بر موضوعاتی مانند حالت‌های جدید ماده کوانتومی، دینامیک پیچیده در گازهای سرد، فرایندهای تصادفی در بیوفیزیک، تجزیه و تحلیل سری زمانی غیرخطی، سیستم‌های حرکتی، پویایی شبکه‌های بیولوژیکی، سیستم‌های مزوسکوپی، پدیده‌های جمعی در حالت جامد و فیزیک مواد و اپتیک غیرخطی و نسبیتی را در برمی‌گیرد.

## همکاریها
این موسسه یک برنامه دکتری IMPRS در فرایندهای دینامیکی در اتم‌ها، مولکول‌ها و جامدات ارائه می‌دهد. مدرک این دورهٔ دکتری توسط دانشگاه صنعتی درسدن صادر می‌شود. جدا از این، این مؤسسه از نزدیک با مؤسسات متعددی در داخل و خارج از کشور از جمله، مرکز تحقیقات روزندورف (FZR)، موسسه تحقیقات حالت جامد و مواد لایب نیتس (IFW) و موسسه ماکس پلانک برای شیمی فیزیک مواد جامد (MPI-CPfS) همکاری نزدیک دارد. مؤسسه ماکس پلانک برای فیزیک سیستم‌های پیچیده به همراه دانشگاه صنعتی درسدن و سایر موسسات تحقیقاتی غیر دانشگاهی در شهر درسدن یک اتحادیه تحقیقاتی (DRESDEN-concept) را شکل می‌دهند.